# ماوريتسيو غالي
ماوريتسيو غالي (بالإيطالية: Maurizio Galli)‏ هو كاهن كاثوليكي إيطالي، ولد في 21 نوفمبر 1936 في Soresina ‏ في إيطاليا، وتوفي في 1 يونيو 2008 في كريمونا في إيطاليا.